# Association d'Églises baptistes évangéliques au Québec
L'Association d'Églises baptistes évangéliques au Québec (AEBEQ) est une association chrétienne évangélique d'églises baptistes au Canada. Elle regroupe des églises de la province mais aussi des provinces voisines (Ontario et Nouveau-Brunswick). L'AEBEQ compte un institut de théologie affilié, le Séminaire Baptiste Évangélique du Québec. Elle est l'une des 5 régions affiliées à l’Association des Églises baptistes évangéliques au Canada.

## Histoire

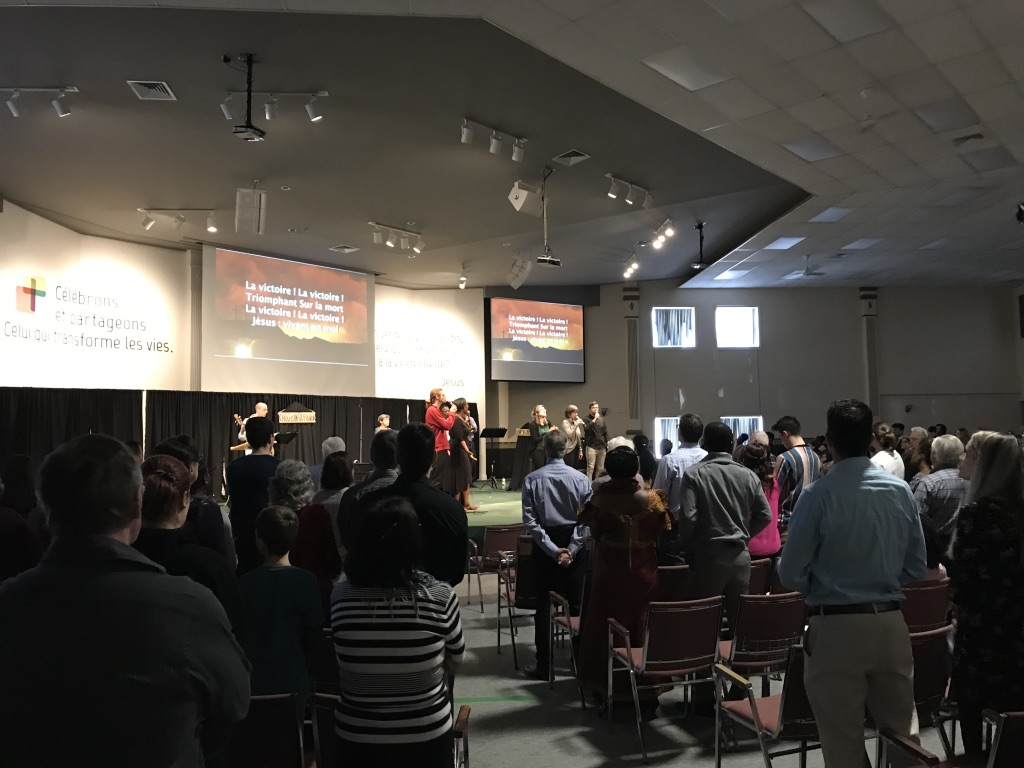
Service à l’Église Évangélique Chauveau de Québec (ville).

L'AEBEQ a été fondé par 19 églises baptistes en 1971. En 1973, elle fonde le Séminaire Baptiste Évangélique du Québec à Montréal . De nombreuses églises s'implantent dans les villes du Québec et rejoignent l'association. En 2003, 70 églises sont membres .
Selon un recensement de l’association, en 2023 elle disait avoir 79 églises et 10,000 membres.

## Croyances
L'association a une confession de foi baptiste . Elle est membre de l’Association des Églises baptistes évangéliques au Canada .
L'association enseigne l'offrande, mais n'en fait pas une obligation .

## Procédure judiciaire
Le texte peut changer fréquemment, n’est peut-être pas à jour et peut manquer de recul. 
Le titre et la description de l'acte concerné reposent sur la qualification juridique retenue lors de la rédaction de l'article et peuvent évoluer en même temps que celle-ci.
En 1984, après des plaintes des parents pour des corrections physiques, Claude Guillot est démis de ses fonctions de directeur de l’école La Bonne Semence de Victoriaville, par des dirigeants de l’église baptiste de Victoriaville . En 1990, il devient pasteur à l’église évangélique baptiste de Québec-Est . En 1992, le pasteur Paul Leslie de Québec signale le comportement violent du pasteur à la Direction de la protection de la jeunesse, mais aucune action n’est prise . En 1993, après avoir entendu des plaintes sur le contrôle excessif du pasteur par deux jeunes de l’école, l’Église de Chauveau signale le comportement du pasteur à l’Association d’Églises baptistes évangéliques au Québec. En 1994, après une enquête, l’Association se dissocie des actions du pasteur, mais revient sur sa décision quelques mois plus tard. En 2000, l’Église de Chauveau signale à nouveau le comportement violent du pasteur à l’Association, sans qu’une nouvelle enquête soit menée. Cette même année, avec sa fille, il fonde une école clandestine promouvant les corrections physiques dans le sous-sol de sa maison à Québec. En 2003, il quitte l’Association et devient indépendant. Malgré d’autres signalements à la Direction de la protection de la jeunesse effectués en 2004, 2005 et 2013, ce n’est qu’après une 5e dénonciation en 2014, que les enfants ont été retirés de l’école .
En avril 2022, le pasteur baptiste Claude Guillot est reconnu coupable de 18 chefs d’accusation pour avoir fait subir à cinq enfants des châtiments corporels, à Québec et à Victoriaville, entre 1982 et 2014. Par ailleurs, un recours collectif est déposé contre Claude Guillot, les églises évangéliques de Québec et de Victoriaville, ainsi que l’Association d'Églises baptistes évangéliques au Québec  supposées « complices » des abus physiques et psychologiques que le pasteur a fait subir à ses victimes, alors qu'il était membre de l'Association de 1980 à 2003,. Une des victimes du pasteur réclame 5 millions $ en dédommagement à l'Association des églises baptistes évangéliques du Québec.